# Bundesstraße 486
Pour les articles homonymes, voir Route 486.
La Bundesstraße 486 est une Bundesstraße du Land de Hesse.

## Géographie
La B 486 traverse la région de Francfort-sur-le-Main.

## Histoire
La route entre Rüsselsheim, Mörfelden et Langen devient une chaussée entre 1829 et 1831. Une décennie plus tard, entre 1841 et 1845, la section orientale de la route de Langen en passant par Dreieich-Offenthal, Urberach, Eppertshausen et Münster à Dieburg est également dotée d'une chaussée solide.
La route fédérale B 486 est créée en 1967 pour améliorer le réseau routier fédéral dans la région de Francfort-sur-le-Main.
Après de nombreuses années de planification, le contournement de Dreieich-Offenthal d'environ 3,35 kilomètres est ouvert à la circulation le 13 décembre 2013. Jusque-là, jusqu'à 30 000 véhicules traversaient la ville chaque jour. Le carrefour B 486/L 3317 était notamment surchargé aux heures de pointe. De longs embouteillages se formaient régulièrement.

## Source
- (de) Cet article est partiellement ou en totalité issu de l’article de Wikipédia en allemand intitulé « Bundesstraße 486 » (voir la liste des auteurs).

1. ↑  (de) Die Öffentliche Verwaltung : Zeitschrift für Verwaltungsrecht und Verwaltungspolitik, vol. 31, W. Kohlhammer, 1978 (lire en ligne), p. 213